# Fälligkeit
Unter dem Rechtsbegriff Fälligkeit versteht man den Eintritt des Leistungstermins und die damit verbundene sofortige Leistungspflicht des Schuldners.

## Allgemeines
Die Leistungszeit beinhaltet zwei zu unterscheidende Zeitpunkte, nämlich den Zeitpunkt, zu dem der Schuldner die Leistung erbringen darf (Erfüllbarkeit) und den Zeitpunkt, ab dem der Gläubiger die Leistung fordern kann (Fälligkeit). Zwar fallen Erfüllbarkeit und Fälligkeit einer Forderung grundsätzlich zusammen, jedoch folgt aus § 271 Abs. 2 BGB, dass eine Forderung auch bereits erfüllbar sein kann, bevor sie fällig ist. Die Bestimmung der Fälligkeit in einem Schuldverhältnis unterliegt der freien Vereinbarung der Beteiligten. Aus Verträgen, aber auch aus gesetzlichen Vorschriften, resultieren Ansprüche, bei denen sich die Frage stellt, wann sie zu erfüllen sind. Der jeweilige Gläubiger kann sofortige Leistung durch den Schuldner verlangen, wenn vertraglich oder gesetzlich nichts anderes bestimmt ist und auch „aus den Umständen“ nichts anderes entnommen werden kann. Hierunter versteht man insbesondere die Natur des Schuldverhältnisses, die Beschaffenheit der Leistung und die Verkehrssitte. „Sofort“ bedeutet, dass der Schuldner seine Leistung so schnell wie nach diesen Umständen möglich zu erbringen hat (§ 271 Abs. 1 BGB). In dieser Bestimmung wird der Begriff Fälligkeit nicht ausdrücklich erwähnt. Die Fälligkeit führt jedoch nicht nur zur sofortigen Leistungspflicht des Schuldners, sondern bedeutet auch, dass der Schuldner vor Fälligkeit ein Leistungsverweigerungsrecht besitzt.
Bei vielen gegenseitigen Verträgen geht das Gesetz davon aus, dass der Sach-, Dienst- oder werkleistungspflichtige Verkäufer gegenüber dem geldleistungspflichtigen Käufer vorleistungspflichtig ist. Dann wird die Geldschuld erst fällig, wenn der Verkäufer seine vertragstypischen Pflichten erfüllt hat. Vorleistungspflichten dieser Art tragen dem Umstand Rechnung, dass eine strikte Zug-um-Zug-Abwicklung vielfach nicht möglich ist. Deshalb sind in der Alltagspraxis Vorleistungspflichten – wenn manchmal auch nur für Sekunden – die Regel und die Zug-um-Zug-Leistung nach § 320 BGB die Ausnahme.

## Arten der Fälligkeit
Man unterscheidet zwischen Fälligkeiten, die sich aus gesetzlicher Regelung ergeben, und solchen, die auf vertraglicher Vereinbarung beruhen.

### Fälligkeit durch Gesetz
In einigen Fällen sieht das Gesetz vertragstypische Pflichten vor, die bei Eintritt der Fälligkeit zu erfüllen sind. Hierzu gehören insbesondere § 488 BGB (Darlehen), § 551 Abs. 2 BGB (Mietsicherheit), § 556b Abs. 1 BGB (Miete), § 604 BGB (Leihe), § 614 BGB (Arbeitsleistung), § 695 BGB (Verwahrung), § 699 BGB (Vergütung), § 721 BGB (BGB-Gesellschaft), § 760 BGB (Leibrente), § 1360a Abs. 2 BGB (Familienunterhalt) oder § 1361 Abs. 4 BGB (Unterhalt bei Getrenntlebenden). Bei Fälligkeitsregelungen in den AGB gilt § 308 Nr. 1 BGB.

### Fälligkeit durch Vertrag
Bei den meisten Kaufverträgen des Alltags ist davon auszugehen, dass ein konkreter Fälligkeitszeitpunkt nicht vereinbart wurde. Dann gilt die sofortige Fälligkeit beider vertragstypischen Leistungen, also die sofortige Übergabe der Waren durch den Verkäufer und die sofortige Bezahlung des Kaufpreises durch den Käufer (§ 433 BGB). Die Lieferpflicht ist eine Vorleistungspflicht, so dass ohne die Lieferung des Verkäufers die Fälligkeit des Kaufpreises im Regelfall nicht eintreten kann. Ist jedoch dem Käufer bei Vertragsabschluss bekannt, dass der Verkäufer die Ware nicht vorrätig hat, sondern sie erst noch bestellen muss, so ist eine Lieferung innerhalb angemessener Zeit erforderlich. Auch nach Art. 33c CISG (UN-Kaufrecht) ist eine Lieferung innerhalb einer „angemessenen Frist nach Vertragsabschluss“ vorgesehen. Ist in einem schriftlichen Vertrag nichts über die Fälligkeit erwähnt, so wird vermutet, dass der Vertrag vollständig ist. Der Zahlungsanspruch aus einer Bürgschaft entsteht mit der Fälligkeit der Hauptschuld und wird damit auch fällig. Damit tritt die Fälligkeit der Bürgschaftsforderung erst mit der Inanspruchnahme des Bürgen durch den Gläubiger ein.

### Verhaltene Ansprüche
So genannte verhaltene Ansprüche sind dadurch gekennzeichnet, dass der Schuldner die Leistung nicht von sich aus erbringen muss beziehungsweise nicht leisten darf, bevor sie der Gläubiger verlangt. Hier tritt Fälligkeit erst ein, wenn der Gläubiger die Leistung verlangt.

## Fälligkeitsdatum
Bei einigen Verträgen ist der Leistungszeitpunkt jedoch kalendermäßig bestimmt, also ein konkretes Datum für die Fälligkeit genannt. Hierzu gehören insbesondere Verträge über Dauerschuldverhältnisse wie aus Arbeitsverhältnissen, Darlehen, Miete oder Pachtvertrag. Fälligkeit tritt hierbei ein, wenn das Datum erreicht ist. Die Miete ist nach § 556b Abs. 1 BGB zu Beginn des Monats, spätestens bis zum dritten Werktag des Monats fällig, also muss sie am dritten Werktag bis Mitternacht auf dem Konto des Vermieters gutgeschrieben worden sein. Die Zahlung (Barzahlung oder Kontogutschrift) vom Arbeitgeber, Kreditnehmer, Mieter oder Pächter muss am Fälligkeitsdatum den Zahlungsempfänger erreicht haben.
Die Vergütung ist aus einem Arbeitsverhältnis nach Erbringung der Arbeitsleistung zu errichten und nach dem Ablauf der vereinbarten Zeitabschnitte fällig (§ 641 BGB). Für Gehaltsempfänger ergibt sich somit die Fälligkeit am ersten Tag des Folgemonats, das wird auch üblicherweise bei Löhnen vereinbart. Ähnlich ist die Vergütung aus einem Dienstvertrag nach Erbringen des Dienstes beziehungsweise nach dem Ablauf der vereinbarten Zeitabschnitte fällig (§ 614 BGB).
Versicherungsleistungen werden mit der Anzeige des Versicherungsfalls bei der Versicherung fällig. Nach § 16 Nr. 3 Abs. 1 Satz 1 VOB/B (2002) kann die Werklohnforderung des Auftragnehmers nur unter der Voraussetzung fällig werden, dass dem Auftraggeber eine prüfbare Schlussrechnung vorgelegt worden ist.
Falls der vereinbarte Fälligkeitstag auf einen Samstag, Sonntag oder gesetzlichen Feiertag fällt, hat der Schuldner seine Leistung am nächsten Werktag zu erbringen (§ 193 BGB). Der Samstag wird bei Mietschulden – und damit auch bei ähnlichen Vertragstypen – vom Bundesgerichtshof (BGH) ausdrücklich nicht als Werktag angesehen, insbesondere weil er nicht als Bankarbeitstag gilt.

## Fälligkeitsklausel
Die Fälligkeit der gesamten (restlichen) Leistung kann von einer Bedingung abhängig gemacht werden. In Darlehensverträgen ist eine so genannte Fälligkeitsklausel (Kassatorische Klausel) vorgesehen, nach der bei der ganzen oder teilweisen Nichterfüllung von Zins- und/oder Tilgungszahlungen der gesamte Darlehensbetrag einschließlich Zinsen zur sofortigen Rückzahlung fällig wird. Der Gläubiger ist dann berechtigt, den Kredit fristlos „fällig zu stellen“. Außerdem löst diese Nichterfüllung eine Kündigungsmöglichkeit des Kreditgebers aus, wobei die Fälligkeit mit Ablauf der Kündigungsfrist eintritt.

## Rechtsfolgen
Leistet der Schuldner bei Fälligkeit einer Leistung nicht auf diese, kann er in Verzug geraten. Voraussetzung hierfür ist eine Zahlungsaufforderung. Unter besonderen Umständen entfällt die Notwendigkeit einer Zahlungsaufforderung jedoch und er gerät sofort in Verzug. Dies gilt, wenn die Leistung für ein bestimmtes Kalenderdatum vorgesehen war, der Schuldner die Leistung verweigert oder es unter Abwägung der Interessen von Gläubiger und Schuldner gerechtfertigt ist (§ 286 BGB). Erst ab Eintritt der Fälligkeit kann eine Verletzung der Leistungspflicht Folgen haben. Erbringt der Schuldner die fällige Leistung nicht oder nicht wie geschuldet, steht dem Gläubiger ein Schadensersatzanspruch aus § 280 Abs. 1 BGB zu, wenn er seinem Schuldner erfolglos eine angemessene Frist zur Leistung oder Nacherfüllung gesetzt hat. Regelmäßig werden im Falle des Verzuges Säumniszuschläge und/oder Mahngebühren erhoben; auch ist ein möglicher Verzugsschaden auszugleichen.

## Stundung und Verzug
Die Stundung ist eine nachträgliche Änderung der Fälligkeitsbestimmung. Die Fälligkeit kann mithin durch Stundung hinausgeschoben werden, die durch Gläubiger und Schuldner mit Hilfe eines Schuldänderungsvertrages (§ 311 Abs. 1 BGB) zustande kommt.
Verstreicht der Fälligkeitstermin, ohne dass der Schuldner seine Leistung erbracht hat, gerät er ohne weiteres in Verzug. Die Fälligkeit ist damit eine gesetzliche Voraussetzung für den Verzug. Sie ist ferner die Voraussetzung für den Beginn der Verjährung.

## Fälligkeit im Finanzwesen
Mit den als kurzfristig (englisch short term), mittelfristig (englisch medium term) oder langfristig (englisch long term) verkürzten Begriffen beschreiben Finanzwesen, Betriebswirtschaftslehre und Rechnungswesen auch die Laufzeit, Kündigungsfrist, Fristigkeit oder Fälligkeit von Finanzinstrumenten, insbesondere bei der Fremdfinanzierung. Fälligkeit tritt ein, wenn der letzte Tag der Laufzeit erreicht ist.
Bilanzierung
Bei der Bilanzierung durch Nichtbanken spielen im Bilanzrecht die Fälligkeiten eine eher untergeordnete Rolle. Gemäß § 268 Abs. 4 HGB sind Forderungen mit einer Restlaufzeit von mehr als einem Jahr gesondert zu vermerken, das gilt auch für Verbindlichkeiten (§ 268 Abs. 5 HGB). Die langfristigen Restlaufzeiten von mehr als 5 Jahren sind bei Verbindlichkeiten lediglich im Anhang auszuweisen (§ 285 Nr. 1a HGB). Es bleibt folglich dem Finanzanalysten überlassen, die Differenz zwischen beiden als mittelfristig herauszufiltern.
Nach den Vorschriften für die Bankbilanzierung aus § 9 Abs. 2 RechKredV sind kurzfristig alle Restlaufzeiten bis ein Jahr, mittelfristig mehr als ein Jahr bis fünf Jahre und langfristig die Restlaufzeiten von mehr als fünf Jahren. Das makroökonomische Aggregat der Geldmenge {\displaystyle M3} erfasst als mittelfristig Laufzeiten bis zu zwei Jahren, was dieser bilanzrechtlichen Vorschrift für Kreditinstitute widerspricht. Deshalb müssen beispielsweise Geldmarktpapiere – die zur Geldmenge {\displaystyle M3} gehören – mit einer Laufzeit von einem Jahr als kurzfristig bilanziert werden.
Rechnungslegungsstandards
Sowohl die IFRS als auch die US-GAAP sehen keinen getrennten Ausweis nach kurz- und langfristig zwingend vor, sondern sprechen Empfehlungen aus (IAS 1.53). Beide sehen keinen dezidierten Ausweis vor. Langfristig (englisch non-current assets, non-current liabilities) wird in IFRS nicht explizit, sondern lediglich in negativer Abgrenzung von den kurzfristigen Vermögenswerten oder Schulden (englisch current assets, current liabilities) definiert. Ein kurzfristiger Vermögenswert ist dabei nach IFRS 5 jeder, dessen Realisierung innerhalb von zwölf Monaten nach dem Abschlussstichtag erwartet wird.
Damit verfügt keiner der Rechnungslegungsstandards über normierte oder allgemein anerkannte, präzise Aufbereitungsregeln, so dass die Aufstellung von Strukturbilanzen eine betriebswirtschaftliche Aufgabe bleibt.

## Fälligkeit im Steuer- und Sozialrecht
Gemäß § 220 AO richtet sich die Fälligkeit im Steuerrecht nach den Vorschriften der Einzelgesetze (z. B. § 36 Abs. 4 Satz 1 EStG, § 15 GrEStG). Fehlt es jedoch an speziellen Regelungen, so stellt § 220 AO eine dem § 271 Abs. 1 BGB entsprechende Grundregel auf, wonach der Steuerzahlungsanspruch mit seinem Entstehen fällig wird. In Steuerbescheiden festgesetzte Zahlungsfristen bestimmen die Fälligkeit nach einem Datum. Erstattungsansprüche des Steuerpflichtigen werden mit Erlass des Steuerbescheides fällig.
Nach § 41 SGB I sind im Sozialversicherungsrecht Ansprüche auf Sozialleistungen im Zeitpunkt ihres Entstehens fällig, soweit es keine abweichenden sozialrechtlichen Regelungen gibt.

## Schweiz und Österreich
Im schweizerischen Schuldrecht ist bezüglich der Fälligkeit Art. 75 OR zu beachten. Fälligkeit bezeichnet den Zeitpunkt, von dem ab ein Gläubiger einen Anspruch geltend machen kann und der Schuldner ihn erfüllen muss. Der Ausbruch des Konkurses bewirkt im Übrigen grundsätzlich den Eintritt der Fälligkeit der Schulden des Konkursiten (Art. 208 Abs. 1 SchKG).
In Österreich muss der Schuldner bei einer im Vorhinein bestimmten Fälligkeit (Fälligkeitstermin und exakt zu zahlender Betrag stehen ohne Hinzutreten weiterer Umstände vorab fest) den Zahlungsauftrag seiner Bank nach § 907a Abs. 2 ABGB so rechtzeitig erteilen, dass der Betrag am Fälligkeitstag im Gläubigerkonto wertgestellt ist. Wird die Fälligkeit aber etwa erst durch Rechnungslegung oder Mahnung ausgelöst, so reicht ein Überweisungsauftrag innerhalb von 2 bis 4 Arbeitstagen nach Fälligkeit aus. Bei Mietverträgen liegt der gesetzliche Zahlungstermin für den Mietzins seit März 2013 am 5. Tag jedes Monats, im Vollanwendungsbereich des MRG sind zu Lasten des Mieters abweichende Vereinbarungen unwirksam (§ 15 Abs. 3 MRG), im sonstigen Bestandrecht jedoch prinzipiell zulässig (§ 1100 ABGB). Der Mietzins muss im Zweifel am letzten Tag der Fälligkeit, also in der Regel am 5. des Monats beim Vermieter eingetroffen sein (§ 907a ABGB).